# José Maria Rodrigues Alves
José Maria Rodrigues Alves, känd som Zé Maria, född 18 maj 1949, är en brasiliansk före detta fotbollsspelare. Under sin karriär spelade Zé Maria för Ferroviário-SP, Portuguesa och Corinthians. För Brasiliens landslag gjorde han 47 landskamper och var med i VM 1970 (fick dock ingen speltid), samt i VM 1974.